# Crasna Vișeului
Crasna Vișeului (ukr. Вишівска Красна, Wysziwska Krasna) – wieś w Rumunii, w okręgu Marmarosz, w gminie Bistra. W 2011 roku liczyła 1666 mieszkańców.